# هاري بينر
هارولد «هاري» بينر (من مواليد 26 سبتمبر 1956 ) هو لاعب كرة قدم إنجليزي محترف سابق لعب في دوري الرجبي في فترة السبعينيات والثمانينيات. لعب على مستوى تمثيلي لبريطانيا العظمى وإنجلترا، وعلى مستوى النادي لسانت هيلينز، ويدنيس، لي، برادفورد نورثرن وكارلايل، كمهاجم فضفاضة إلى الأمام أي رقم 13.